# كريس جينر
كريس جينر (بالإنجليزية: Kris Jenner)‏؛ (5 نوفمبر 1955 -)، مذيعة وكاتبة أمريكية، اشتهرت ببرامج تلفزيون الواقع. وهي أم عارضة الأزياء كيم كردشيان

## وصلات خارجية
- كريس جينر على موقع IMDb (الإنجليزية)
- كريس جينر على موقع إن إن دي بي (الإنجليزية)
- كريس جينر على موقع قاعدة بيانات الفيلم (الإنجليزية)